# フリタ

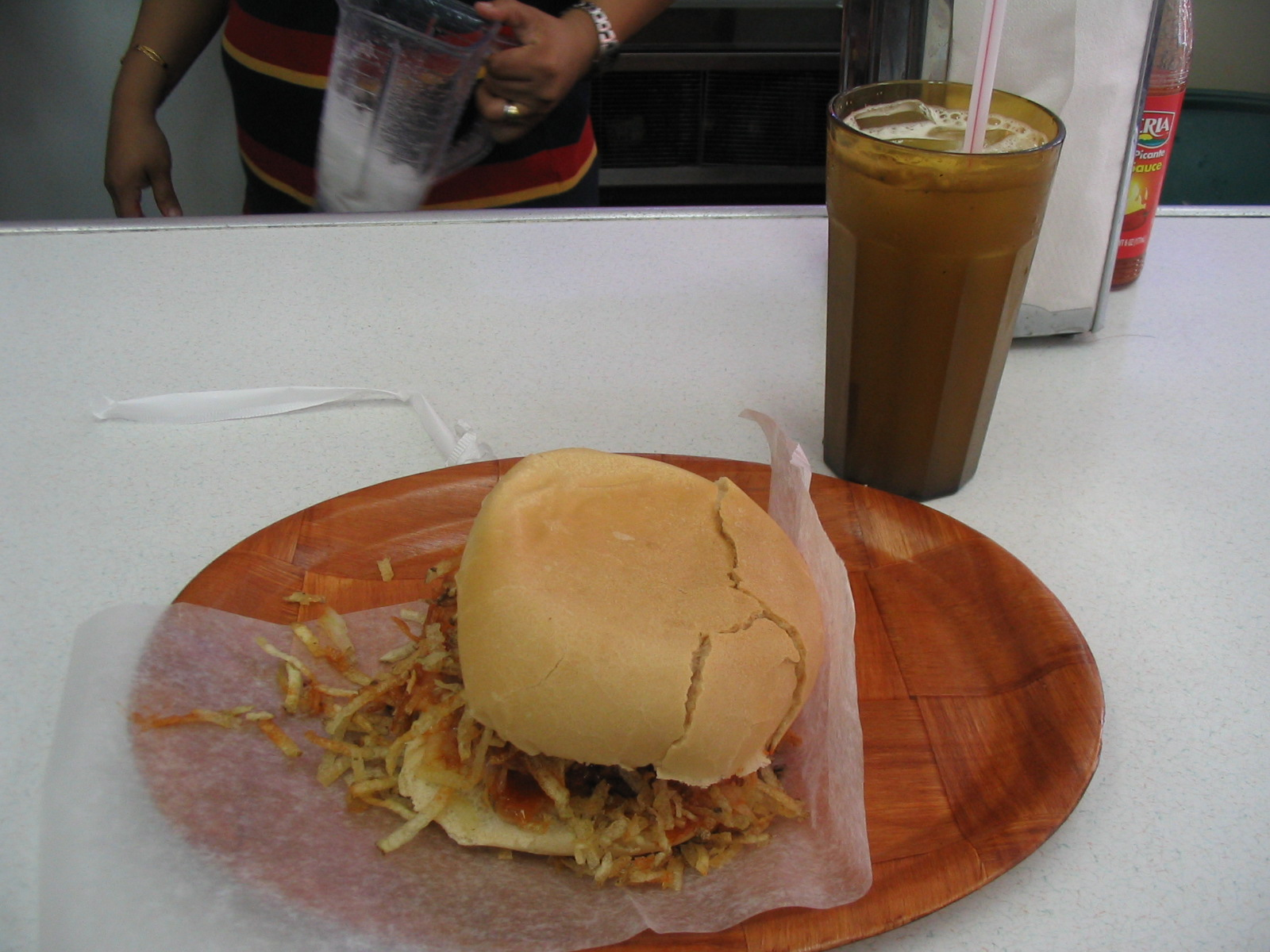
フリタの例（フライドオニオン入り）

フリタ（frita）は、アメリカ合衆国・マイアミのご当地ハンバーガー。キューバ発祥であることからキューバン・フリタとも呼ばれる。

## 概要
パテは牛ひき肉だが、チョリソーが加えられることもある。クミンやパプリカなどがパテに練り込まれているのも特徴である。
バンズにはキューバパンが用いられるが、プエルトリコ料理の影響を受けてバナナブレッドが使用されることもある。
ソースにはサウザンドアイランドドレッシングが使用されるが、マヨネーズが入っておらず、パプリカが入る。最大の特徴は、「シューストリング・ポテト（shoestring potato fries）」と呼ばれる紐状のフライドポテト（あるいは細切りのポテトチップス）がパテに乗ることである。
キューバからの移民によってアメリカ合衆国にもたらされた料理であるが、キューバでは既に食べられていないとテレビ番組パーソナリティのジョージ・モッツは主張している。